# شهرداری بیتولا
شهرداری بیتولا (به لاتین: Bitola Municipality) یک منطقهٔ مسکونی است که در مقدونیه شمالی واقع شده‌است. شهرداری بیتولا ۷۸۷٫۹۵ کیلومتر مربع مساحت و ۱۰۵٬۶۴۴ نفر جمعیت دارد.